# Eugène Viollet-le-Duc
Eugène Emmanuel Viollet-le-Duc (27. ledna 1814 Paříž – 17. září 1879 Lausanne) byl francouzský architekt a historik umění. K jeho nejvýznamnějším dílům patří restaurování středověkých budov ve Francii a jeho vědecké práce o dějinách architektury.
Měl mladšího bratra Adolphe Viollet-le-Duc (1817–1878), který byl malíř.

## Život
Narodil se v rodině Emanuela-Louise-Nikolase Viollet-le-Duc (1781–1857), který byl konzervátorem (kurátorem) královských staveb Ludvíka Filipa se sídlem v Palais des Tuileries a jeho ženy Elizabeth Eugénie Delécluze (1785–1832), dcery architekta Jeana-Baptisty Delécluze (1745–cca 1805) a sestry malíře Étienna-Jeana Delécluze. Jeho výtvarné zájmy a profesní kariéru ovlivňovala rodina a významné osobnosti, které navštěvovaly matčin salón, jako byl Stendhal (1783–1842), Augustin Sainte-Beuve (1804–1869), Prosper Mérimée (1803–1870), Louis Vilet a další.  V letech 1826 až 1829 byl ve střední internátní škole v ústavu Morin, ve Fontenay-aux-Roses. V 18 letech mu matka zemřela na choleru a Eugenovy výtvarné zájmy usměrňoval strýc Etiénne-Jean Delécluze (1781–1863) malíř a umělecký kritik. Eugene odmítl jít studovat do Paříže na École des arts décoratifs s odůvodněním, že má-li talent, školení nepotřebuje, a nemá-li talent, škola mu nepomůže. V letech 1830–1831 vykonal praxi kresliče u architektů Jeana Huvé a Achilla Leclèra. V letech 1831–1836 uskutečnil šest studijních cest po architektonických památkách ve Francii. 3. května 1834 se oženil s Elizabeth Tempierovou, z tohoto svazku vzešly dvě děti: syn Eugene (Eugene-Louis) (1835–1910) a dcera Marie-Sophie (1838–?). V roce 1837 uskutečnil studijní cestu po Itálii. Už v roce 1834 byl oceněn v Pařížském salonu medailí za své akvarely.
V roce 1840 jej Prosper Mérimée pověřil rekonstrukcí románské baziliky Sainte-Marie-Madeleine ve Vézelay. V letech 1838–1845 ilustroval publikaci barona Taylora Voyages pittoresques dans l´ancienne France 249 kresbami. V roce 1846 byl jmenován šéfem úřadu historických památek. V roce 1849 byl jmenován rytířem Čestné legie. V následujícím roce 1850 s Prosperem Mérimée vykonal studijní cestu do Anglie a v roce 1853 byl jmenován generálním inspektorem církevních staveb ve Francii (Inspecteur général des Edifice Diocésains). O rok později v rámci studijní cesty po Německu navštívil i Prahu. V roce 1860 byl jmenován členem komise historických památek. Krátce působil na Ècole des Beaux-Arts v Paříži jako profesor dějin umění a estetiky. V roce 1870 byl během prusko-francouzské války ženijním důstojníkem a v roce 1876 se stal čestným členem společnosti Archivu fotografií historických památek.
Zemřel 17. srpna 1879 v Lausanne ve Švýcarsku.

## Dílo

### Architektura
- Kostely

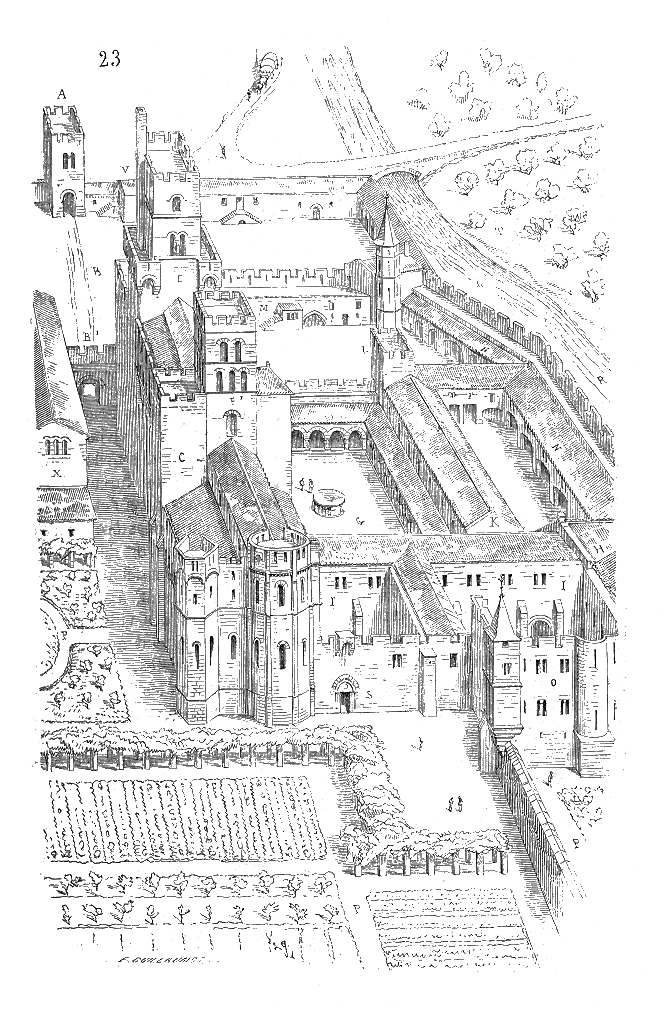
Viollet-le-Ducův náčrtek opatství Saint-Allyre v Clermont.

  - bazilika Sainte-Marie-Madeleine ve Vézelay
  - katedrála Notre-Dame v Paříži
  - bazilika Saint-Denis
  - katedrála Notre-Dame v Amiens
  - katedrála v Remeši
  - katedrála v Clermont-Ferrand
  - Saint-Louis v Poissy
  - Notre-Dame v Semur-en-Auxois
  - Saint-Nazaire v Carcassonne
  - Saint-Sernin v Toulouse
  - Kaple hradu Roquetaillade

- Radnice
  - Saint-Antonin
  - Narbonne

- Hrady, zámky a městské fortifikace
  - Roquetaillade
  - Pierrefonds
  - Městské opevnění v Carcassonne
  - Coucy

- Ostatní stavby
  - Biskupský palác v Sens

### Publikace
Významné jsou rovněž jeho práce o středověké architektuře. Prováděl také studie rekonstrukce středověkých budov, jejich částí a jejich interiérů.
- V letech 1854–1868 vydal desetisvazkové dílo Dictionnaire raisonné de l'architecture française du XIe au XVIe siècle (Slovník francouzské architektury od 11. do 16.  století). K tomuto účelu během svých výprav po Francii zhotovil přes 4000 kvalitních studijních kreseb, plánů a další dokumentace středověké architektury, jejích stavebních a sochařských prvků, stejně jako památek volného umění a uměleckých řemesel. většina byla převedena do ocelorytin.
- Kresby a rytiny nově utřídil a systemizoval do hesel v abecedním pořadí editor Geroges Bernage roku 1978, který je vydal jako Encyklopedii středověku podle Violleta le Ducː Encyclopedie médievale d'après Viollet le Duc, Bibliothèque de l'image Paris 1978. Dočkala se opakovaného vydávaní v letech 1993 a 1998, nyní je k dispozici v elektronické podobě.[4]

## Odkaz a kritika
Jeho znalosti středověké stavební techniky přespěly k restaurování historických budov i k řešení soudobých problémů ve stavebnictví. Se svými návrhy se Viollet-le-Duc řadí k architektuře historismu. K jeho žákům patřil např. architekt Paul Abadie.
Činnost Viollet-le-Duca v oblasti památkové péče je stále podrobována výzkumu. Některé restaurované stavby skončily ve stavu, v jakém původně nikdy nebyly. Viollet-le-Ducovi odpůrci proto architekta a jeho žáky nazývají pejorativně jako vandalisme restaurateurs (restaurátorští vandalové). Jejich představitelem byl známý anglický spisovatel John Ruskin (1819–1900).
Jeho socha je jednou ze 146 soch umístěných na hlavní fasádě budovy pařížské radnice.